# Apeadero de Maçal do Chão
El apeadero de Maçal do Chão es una estación ferroviaria de la línea de la Beira Alta, que sirve a la localidad de Maçal do Chao, en el distrito de Guarda, en Portugal.

## Historia
El tramo de la línea de la Beira Alta entre Pampilhosa y Vilar Formoso, donde este apeadero se sitúa, entró en servicio, de forma provisional, el 1 de julio de 1882; la línea fue totalmente inaugurada, entre Figueira da Foz y la frontera con España, el 3 de agosto del mismo año, por la Compañía de los Caminhos de Ferro Portugueses de la Beira Alta.
En 1932, la Compañía de la Beira Alta construyó una plataforma en esta instalación, entonces con la categoría de apeadero.